# Dictyostega orobanchoides
Dictyostega orobanchoides là một loài thực vật có hoa trong họ Burmanniaceae. Loài này được William Jackson Hooker mô tả lần đầu tiên vào tháng 1 năm 1840 dưới danh pháp Apteria orobanchoides. Tháng 4 cùng năm John Miers mô tả nó với danh pháp như hiện nay được công nhận.